# Asociación Argentina de Energías Renovables y Ambiente
La Asociación Argentina de Energías Renovables y Ambiente (ASADES) fue fundada en 1974. Su sede se encuentra en la ciudad de Buenos Aires. En la actualidad, tiene aproximadamente 300 miembros que representan a las principales instituciones, universidades, laboratorios, ONG ambientales y empresas de la Argentina. Es la organización más antigua e importante del país en la promoción, uso e implementación de energías renovables.

## Reseña histórica
La Asociación Argentina de Energía Solar, fue creada el 3 de junio de 1974, en la ciudad de San Miguel, provincia de Buenos Aires, en ocasión de realizarse la escuela Unesco - IAU y CNEGH para jóvenes astrónomos y científicos latinoamericanos en el área de la física solar, en el Observatorio Solar de Física Cósmica.
El grupo decidió su creación a partir de la idea de que "el estudio y la aplicación de la energía solar constituye un caso indispensable para el progreso económico y social del país" y de "la necesidad de crear una entidad a nivel nacional que agrupe a todas vinculadas al campo de la enseñanza, investigación y aplicación de la energía solar".

## Objetivos institucionales
La entidad que a partir del 23 de mayo de 1997 modificó en Asamblea Ordinaria, su denominación por la de "Asociación Argentina de Energías Renovables y Ambiente", persigue los siguientes objetivos:
- Fomentar el estudio y el desarrollo de la ciencia y la tecnología relacionada con el ambiente y la aplicación de energías renovables.
- Promover y estimular en todos los niveles de la enseñanza, la inclusión de temas referidos a energías renovables y ambiente.
- Propiciar las investigaciones sobre energías renovables y ambiente y disciplinas conexas.
- Fomentar la integración de los distintos grupos que trabajan en el país en energías renovables y ambiente.
- Contribuir al perfeccionamiento integral de los asociados mediante la coordinación de información técnica y bibliográfica relacionada con energías renovables y ambiente.
- Apoyar y/o propiciar proyectos para el constante desarrollo de energías renovables y ambiente.
- Asesorar a organismos estatales, nacionales o internacionales, sobre asuntos o problemas de carácter científico de las energías renovables y ambiente.
- Mantener relaciones epistolares, con otras sociedades similares del país y del extranjero.
- Apoyar las iniciativas de bien común promovidas por otros organismos y que se encuadren dentro de los objetivos de la asociación.
- Asumir representación y defensa de sus asociados.

## Membresía
La Asociación, que con las siguientes categorías de socios: activos, instituciones asociadas, estudiantes, adherentes y honorarios, se inició en su creación con 68 socios y cuenta en la actualidad con cerca de 300 socios.

## Funcionamiento
El órgano máximo de gobierno lo constituye la Asamblea General de la asociación, la que está formada por todos los socios, reunidos en asamblea ordinaria o extraordinaria. La administración y representación de la Asociación está ejercida por la comisión directiva, la que está integrada por un presidente, un secretario, un tesorero y dos vocales.

## Publicaciones
Entre sus actividades se encuentran la Reunión Anual de Trabajo y la publicación de 2 revistas.
- Energías Renovables y Medio Ambiente (ISSN 0328-932X) - oArchivado el 4 de abril de 2013 en Wayback Machine.
- Avances en Energías Renovables y Medio Ambiente (ISSN 0329-5184) -

## Áreas temáticas
A lo largo de las décadas las áreas temáticas fueron modificándose con el avance del conocimiento, o en otros casos se fue actualizando el título del área debido a los cambios de nominación a nivel internacional. El caso más significativo es en lo relacionado con la arquitectura: Arquitectura solar, Arquitectura bioclimática y en la actualidad Arquitectura ambientalmente consciente que es casi un sinónimo de Arquitectura sustentable.